# Alexandra Hedison
Alexandra Mary (Alex) Hedison (Los Angeles, 10 juli 1969) is een Amerikaans actrice, fotograaf, televisiepresentatrice en regisseur. Ze kreeg vooral bekendheid door haar rol in The L Word en als partner van Ellen DeGeneres.

## Levensloop
Hedison is de dochter van de Amerikaans-Armeense acteur David Hedison en de Zuid-Afrikaanse Bridgit Mori-Hedison (1946-2016). Samen met haar jongere zus Serena groeide ze op in Hollywood.
Ze studeerde aan de UCLA en begon in 1994 met het maken van een acteercarrière. Ze speelde kleine rollen in (televisie)films en gastrollen in series als Lois & Clark: The New Adventures of Superman, Melrose Place en Silk Stalkings.
In 1996 werd ze onderdeel van de vaste cast van de nieuwe FOX-serie L.A. Firefighters, die ging over het leven van een brandweerbrigade in Los Angeles. De serie werd door de televisiecritici niet goed ontvangen en de brandweer klaagde verontwaardigd dat de serie niet realistisch genoeg was. L.A. Firefighters werd na 6 afleveringen stopgezet.
In 1998 speelde ze de rol van een terugkerend personage in een andere weinig succesvolle serie: Prey van ABC.
Halverwege de jaren negentig was Hedison zich gaan bezighouden met fotografie en in 1999 besloot ze werkelijk de overstap te maken van acteren naar professionele fotografie. In de zomer van 2004 exposeerde ze haar eerste serie, getiteld Elements. Een jaar later volgde (Re)building.
Vanaf 2000 kreeg ze indirect bekendheid als de partner van comédienne en televisiepresentatrice Ellen DeGeneres. Ze woonden vier jaar samen, totdat DeGeneres haar plotseling verliet voor actrice Portia de Rossi. Het einde van hun relatie kreeg veel media-aandacht.
In 2005 schreef en regisseerde ze de korte film In The Dog House en na jaren niets meer met acteren en televisie te hebben gedaan, werd ze in dat jaar gevraagd voor een rol in de televisieserie The L Word van Showtime. The L Word gaat over het leven van een groep lesbiennes in L.A.. Ze zegde toe en was in het derde seizoen (januari-maart 2006) van de serie te zien als documentairemaakster Dylan Moreland, in welke rol ze terugkeerde in seizoen 6 (2009).
In de zomer van 2006 presenteerde ze het televisieprogramma Designing Blind, waarin blinde binnenhuisarchitect Eric Brun-Sanglard stellen assisteert bij het herinrichten van hun huis.
In 2014 trouwde ze met actrice Jodie Foster.

## Acteren

### Film
- 1994 The Hard Truth
- 1994 Sleep with Me
- 1995 Max Is Missing (televisiefilm)
- 1995 OP Center (televisiefilm)
- 1996 The Rich Man's Wife
- 1998 Blackout Effect (televisiefilm)
- 1999 Standing on Fishes

### Televisieseries
- 1994 Lois & Clark: The New Adventures of Superman
- 1995 Melrose Place
- 1996 Silk Stalkings
- 1996 Champs
- 1996 L.A. Firefighters
- 1997 Night Man
- 1998 Prey
- 1998 Any Day Now
- 1999 Seven Days
- 2000 Nash Bridges
- 2006 & 2009 The L Word

## Presentatie
- 2006 Designing Blind

## Regie
- 2005 In the Dog House

## Fotografie
- 2004 Elements
- 2005 (Re)building